# HD 45680
HD 45680，又名CD-37 2837，SAO 196842、HR 2353，是一颗恒星，视星等为6.48，位于銀經245.88，銀緯-20.76，其B1900.0坐标为赤經6h 23m 43.5s，赤緯-37° -20.76′ 6″。